# Reliktmygga
Reliktmygga (Hyperoscelis eximia) är en tvåvingeart som först beskrevs av Karl Henrik Boheman 1858.  Reliktmygga ingår i släktet Hyperoscelis och familjen reliktmyggor. Enligt den finländska rödlistan är arten sårbar i Finland. Enligt den svenska rödlistan är arten otillräckligt studerad i Sverige. Arten förekommer i Övre Norrland. Artens livsmiljö är lundskogar. Inga underarter finns listade i Catalogue of Life.